# Alexander Meyer (Fußballspieler, 1991)
Alexander Niklas Meyer-Schade (geb. Meyer; * 13. April 1991 in Bad Oldesloe) ist ein deutscher Fußballtorwart, der bei Borussia Dortmund unter Vertrag steht.

## Karriere

### Ausbildung in Bad Oldesloe und beim HSV
Meyer begann seine Vereinslaufbahn 1995 beim VfL Oldesloe, einem von damals zwei Fußballvereinen in seiner Geburtsstadt. Zur Saison 2005/06 wechselte er in die C-Jugend des Hamburger SV, bereits damals der Lieblingsverein des Jungen. Im Frühjahr 2009 durfte Meyer mit der ersten Herrenmannschaft ins Wintertrainingslager nach Dubai fliegen. Mit seinen Mannschaftskameraden der A-Junioren blieb er ab dem 2. Spieltag für 14 Partien ungeschlagen und spielte mit ihnen um die Meisterschaft der A-Junioren-Bundesliga-Staffel Nord/Nordwest mit. In dieser Saison absolvierte Meyer unter dem Ex-HSV-Profi Rodolfo Cardoso und dessen Nachfolger Soner Uysal 12 Liga- sowie ein Pokalspiel im Wechsel mit Marcel Hölscher. Im Sommer 2009 rückte Meyer in den Kader der zweiten Herrenmannschaft, die in der Regionalliga antrat, auf. Er hatte in seinem ersten Jahr aufgrund seiner ersten schweren Schulterverletzung das Nachsehen gegenüber dem zwei Jahre älteren Tom Mickel und debütierte erst im November 2010. Gegen den Tabellenführer Chemnitzer FC musste er dabei sechs Gegentreffer hinnehmen. Es folgten für den jungen Torhüter, der von Richard Golz, welcher über 300 Spiele für den HSV absolviert hatte, ausgebildet wurde, weitere Viertligaspiele und er war am Saisonende auf Platz 5 mit der Mannschaft. Cardoso, der bereits seit Anfang 2010 für die Hamburger U23 verantwortlich war, setzte in der Spielzeit 2011/12, Meyers letzter in Hamburg, nur zweimal auf diesen und berücksichtigte ansonsten Mickel sowie den ein Jahr jüngeren Tino Dehmelt. Gemeinsam landeten sie mit dem HSV II im Tabellenmittelfeld. Rückblickend nannte Meyer seine Verletzung im Sommer 2009 einen Wendepunkt und vermutete, er hätte andernfalls einen Profivertrag beim damaligen Europapokalteilnehmer HSV erhalten.

### Regionalliga mit Havelse
Meyer wechselte zum Ligakonkurrenten und Vorjahresfünften TSV Havelse. Für diesen kam er als neuer Stammkeeper von Saisonbeginn an zum Einsatz, nachdem er Markus Straten-Wolf hatte verdrängen können und Fabian Lucassen den Verein verließ. Zwischen dem 6. und dem 13. Spieltag blieb der Keeper mit seiner Mannschaft ungeschlagen und in vier Spielen konnte er die Null halten. Ab Mitte November 2012 war die Spielzeit für Meyer beendet, nachdem sich dieser eine weitere schwere Schulterverletzung – diesmal war es die andere Schulter – zugezogen hatte. Zuvor war er mit seiner Mannschaft, die am Saisonende nur vier Zähler weniger hatte als der Meister und Aufsteiger Holstein Kiel, in der 2. Runde des DFB-Pokals ausgeschieden, nachdem man in der 1. Runde den Bundesligisten 1. FC Nürnberg in der Verlängerung aus dem Wettbewerb geworfen hatte; Meyer stand in beiden Spielen zwischen den Pfosten. Nach seiner Genesung konnte der Torwart im Sommer 2013 nur je ein Verbandspokal- und Ligaspiel absolvieren, ehe ihn ein Knorpelschaden im Knie erneut außer Gefecht setzte. Die Rehapausen nutzte der Bad Oldesloer, um einen „Plan B“ zu haben, zur Erlangung seines Abiturs und für eine Torwarttrainerausbildung. Zur Rückrunde kehrte Meyer ins Tor zurück und verlor mit Havelse von den 14 Spielen, in denen er aktiv war, nur zwei. Die Spielzeit 2014/15 verbrachte Meyer verletzungsfrei, kassierte im Durchschnitt ein Gegentor pro Partie und spielte in 36 von 37 Pflichtspielen für den TSV Havelse; im letzten Spiel machte er Platz für seinen neuen Torwartkollegen Alexander Dlugaiczyk. In seiner letzten Saison für die Niedersachsen wurde der Schleswig-Holsteiner wieder schwächer und musste in 27 Spielen 40 Gegentreffer hinnehmen.

### Sprungbrett Energie Cottbus
Zur Saison 2016/17 wechselte Meyer in die Regionalliga Nordost zu Energie Cottbus, wo er deutlich professionellere Bedingungen vorfand. Den Drittligaabsteiger hatten zuvor die Keeper René Renno und Daniel Lück verlassen. Beim FC Energie wurde Meyer, der in 23 Spielen fünfzehnmal ohne Gegentor blieb, Stammtorwart, ehe er sich im November 2016 einen Innenbandriss zuzog und fortan außer am 32. und 33. Spieltag vom aus der vereinseigenen A-Jugend aufgerückten Avdo Spahić vertreten wurde. Mit den zweitwenigsten Gegentoren wurden Meyer und Spahić mit Cottbus Zweiter hinter Meister und Aufsteiger Carl Zeiss Jena. Sie gewannen nach einem Erfolg über den FSV Luckenwalde im Endspiel den brandenburgischen Landespokal.

### Ersatztorwart in Stuttgart
Nach weiteren fünf Ligaspielen in der Spielzeit 2017/18, die Meyer alle mit Energie Cottbus gewann und in denen er nur einen Gegentreffer hatte hinnehmen müssen, wechselte er im August 2017 als Nachfolger von Mitchell Langerak zum Bundesligisten VfB Stuttgart, bei dem er einen bis Juni 2019 gültigen Vertrag erhielt. Zuvor war er den Schwaben im Rahmen des Erstrundenpokalspiels (sein bis dahin „schönstes Fußballerlebnis“) aufgefallen, er beim Elfmeterschießen nach starken Paraden im regulären Spiel auch gegen dessen letzten Schützen Berkay Özcan hielt. Der VfB entschied das Duell knapp für sich. In seiner ersten Saison bei Stuttgart kam Meyer hinter Stammtorwart Ron-Robert Zieler und dessen ein Jahr zuvor verpflichteten Stellvertreter Jens Grahl zu keinem Einsatz für die Profis und fiel infolge eines Muskelfaserrisses im Herbst für zwei Monate aus. Allerdings absolvierte Meyer vier Spiele für die Regionalligamannschaft anstelle von Florian Kastenmeier. Im Juli 2018 verletzte sich der Torwart im Training am Kreuzband. Daraufhin verpasste er einen Großteil der Saison 2018/19 und stand kein einziges Mal im Kader des VfB. Ohne sein Zutun stieg seine Mannschaft im Frühjahr 2019 nach der nicht erfolgreichen Relegation gegen Union Berlin in die 2. Bundesliga ab. Rückblickend sagte Meyer über seine Zeit in Stuttgart, dass er sehr viel vom zwei Jahre älteren Nationaltorwart Zieler lernen und sich mit ihm hatte austauschen können.

### Durchbruch bei Jahn Regensburg
Nach seinem Vertragsende in Stuttgart wechselte Meyer im Sommer 2019 zum Zweitligisten SSV Jahn Regensburg, bei dem er einen bis Juni 2021 laufenden Vertrag unterschrieb. Später sagte Meyer in Bezug auf seinen Wechsel in die Oberpfalz: „Das kam Ende April, Anfang Mai zustande, als klar war, dass Philipp Pentke den Verein (in Richtung des Bundesligisten 1899 Hoffenheim) verlassen wird. Die Verantwortlichen hatten verschiedene Torhüter auf der Liste und ich war einer davon. Dann fanden Gespräche statt – mit Christian Keller, dem damaligen Trainer Achim Beierlorzer und Torwart-Trainer Kristian Barbuscak. Ich war sehr beeindruckt von der klaren Philosophie, von den Werten, die Jahn Regensburg vermittelt und hatte von Beginn an ein super Gefühl. Wie ich im Nachhinein erfahren habe, habe ich auch einen sehr guten Eindruck gemacht. Die Chemie hat einfach gleich gepasst und so haben wir auch schnell zusammengefunden.“ Meyer trat in Konkurrenz mit den beiden vorherigen Ersatztorhütern Alexander Weidinger und André Weis; Letzterer wechselte im Winter zum Drittligisten Viktoria Köln. Meyer ging unter dem vom Assistenten zum Trainer beförderten Mersad Selimbegović als Sieger hervor und absolvierte 32 Saisonspiele; die letzten drei verpasste er infolge eines gegen Heidenheim zugezogenen Innenbandanrisses im Knie. In seiner ersten vollen Saison im Bundesligaunterhaus kassierte der Torwart 49 Gegentore, nur drei konkurrierende Mannschaften hatten am Saisonende noch mehr hinnehmen müssen. Beim 1:1 auswärts in Nürnberg wurde Meyer hingegen zum „Helden“ der Partie, als er in der vierten Minute der Nachspielzeit beim Stand von 0:1 im gegnerischen Strafraum einen Eckball per Kopf verlängerte und so Jan-Marc Schneiders Ausgleichstor ermöglichte. In der Rangliste des deutschen Fußballs des Kicker landete der Zweitligadebütant in der Hinserie gemeinsam mit fünf teilweise zweitligaerfahreneren Kollegen (darunter Sascha Burchert oder Manuel Riemann) im „Blickfeld“.
Auch in der Spielzeit 2020/21 blieb der Norddeutsche die klare Nummer 1 und behauptete sich so weiter gegen Weidinger sowie Kevin Kunz, der Anfang 2020 verpflichtet worden war. Neben Burchert oder auch Marcel Schuhen erfolgte im Sommer 2021 erneut die Einstufung in die zweitbeste Kategorie der Zweitligarangliste, welche mittlerweile in „Auffällig“ umbenannt worden war. Einen großen Anteil daran hatten Meyers Leistungen im DFB-Pokal, in dem er mit Regensburg bis ins Viertelfinale vorstieß und ab der 1. Runde dreimal in Folge bis ins Elfmeterschießen musste. Im parallel zur Rückrunde ausgetragenen Achtelfinale schalteten der Torhüter, der entscheidend gegen Jorge Meré hielt und bereits im regulären Spiel einen Strafstoß von Emmanuel Dennis abgewehrt hatte, und seine Mannschaft den Erstligisten 1. FC Köln aus. In der 2. Bundesliga verlor der Jahn hingegen zwischen dem 29. und dem letzten Spieltag viermal und hatte am Ende fünf Zähler Vorsprung auf den Relegationsrang.
Zwischen dem 2. und dem 13. Spieltag der Saison 2021/22 stand Meyer mit seinem Team auf einem direkten Aufstiegsplatz, fünfmal sogar an der Spitze. In der Rückserie brach die Mannschaft jedoch ein und gewann nur noch zweimal; lediglich das in der Hinrunde aufgebaute Punktepolster bewahrte Regensburg, das Fünfzehnter wurde, vor dem Sturz in die Abstiegszone.
Während seiner Zeit beim Jahn betrug Meyers Abwehrquote 70 %, sieben von 19 Elfmetern ließ er im DFB-Pokal nicht in sein Tor. Infolgedessen bekam der Schleswig-Holsteiner von den Medien den Spitznamen Elfmetertöter verpasst. Jahn-Sportdirektor Keller sagte über seinen Spieler „Alex interpretiert das Torwartspiel offensiv und mutig, sei es beim Mitspielen, bei der Strafraumbeherrschung oder beim Coaching.“ Meyer selbst beschrieb sein Torwartspiel wie folgt: „Ich halte es für wichtig, dass man von hinten Ruhe ausstrahlt. Die Mitspieler sollen wissen, dass da hinten einer ist, auf den man sich verlassen kann, der jederzeit anspielbar ist, sowohl mit dem Fuß als auch bei hohen Bällen. Ich bin auch positiv verrückt, als Torwart muss man das sein, und bin für jeden Spaß zu haben. Auf dem Platz kann es auch mal laut werden. Ich mag es auch gerne zu coachen, zu kommunizieren und Verantwortung zu übernehmen.“

### Bundesliga und Europapokal mit Dortmund

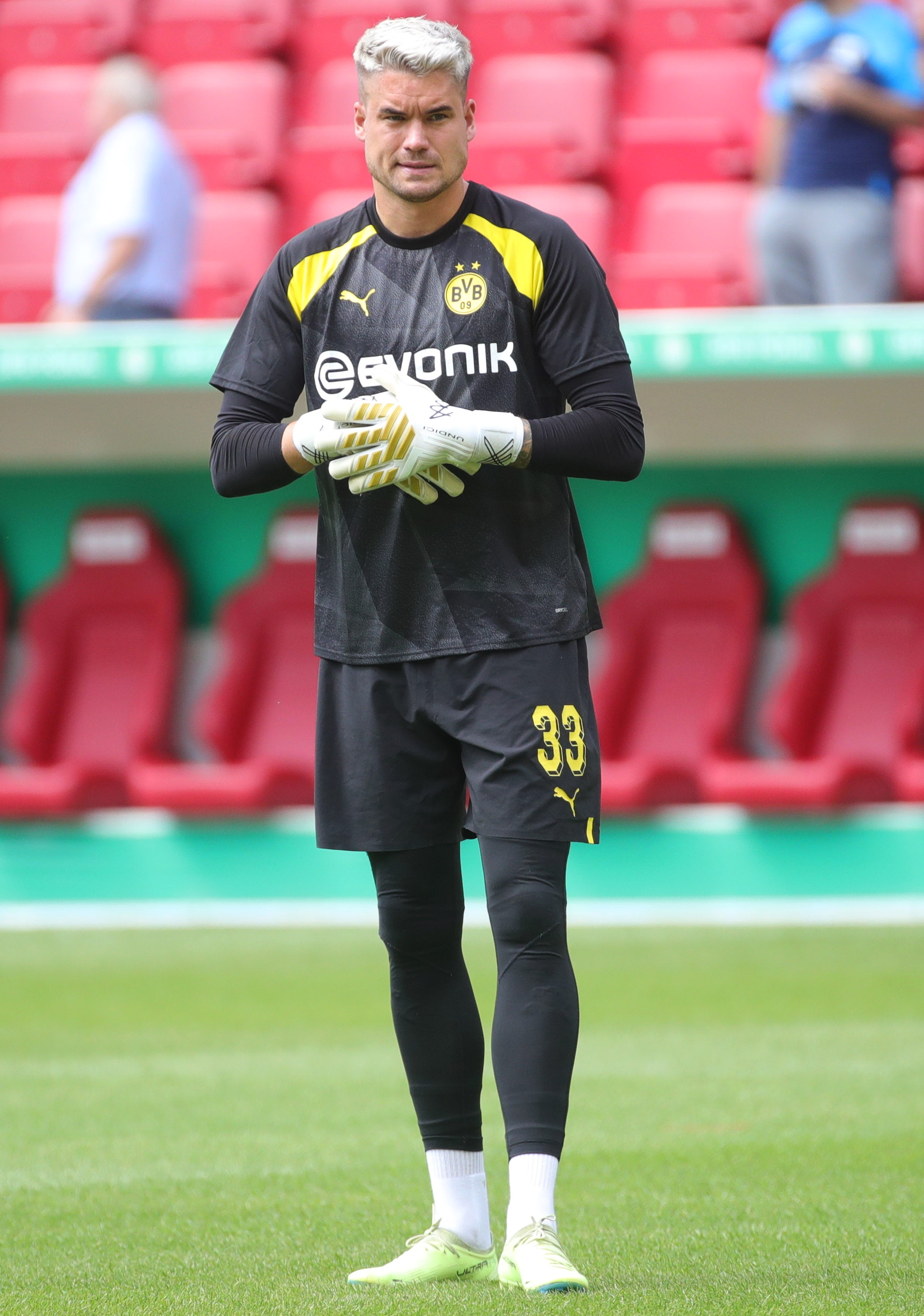
Meyer im Trikot von Borussia Dortmund (2023)

Zur Saison 2022/23 wechselte Meyer zum Vizemeister und Champions-League-Teilnehmer Borussia Dortmund. Er unterschrieb beim BVB, den die Ersatztorhüter Roman Bürki, Stefan Drljača und Marwin Hitz verließen, einen bis zum 30. Juni 2024 gültigen Vertrag und stieß zum Torwartteam um Stammkeeper Gregor Kobel sowie die U23-Torhüter Marcel Lotka und Luca Unbehaun. Dortmunds neuer Sportdirektor Sebastian Kehl kommentierte die Verpflichtung des Regensburger Keepers wie folgt: „Alexander Meyer hat uns sowohl sportlich als auch menschlich überzeugt. In ihm bekommen wir einen sehr erfahrenen Torhüter, der Ruhe ausstrahlt und in den vergangenen Jahren als Stammkeeper in Regensburg gezeigt hat, dass er über hohe Qualität verfügt. Er war in den vergangenen Jahren zweifellos einer der stärksten Torhüter der 2. Bundesliga“. Aufgrund einer Muskelverletzung Kobels, der weiterhin die erste Wahl im Tor blieb, nominierte Trainer Edin Terzić Meyer für die Startelf im ersten Gruppenspiel der Champions League. Bei seiner Premiere im Europapokal gewann der Torwart mit dem BVB gegen den FC Kopenhagen und blieb ohne Gegentreffer. Bis zur vollständigen Rückkehr Kobels Mitte Oktober 2022 stand Meyer in drei weiteren Champions-League-Spielen sowie viermal in der Bundesliga im Tor. Beim Stand von 1:1 wurde Kobel im letzten Champions-League-Gruppenspiel gegen Kopenhagen zur Halbzeit ausgewechselt und Meyer hielt mit der Mannschaft dieses Ergebnis. Im anschließenden Achtelfinalhinspiel gegen den FC Chelsea saß Meyer auf der Bank, im Rückspiel musste er Kobel erneut vertreten. Diese Partie ging mit 0:2 verloren, woraufhin der BVB aus dem Wettbewerb ausschied. Der Torwart war neben dem Sechser Emre Can der laut dem kicker notenbeste Dortmunder gewesen. Im Spielverlauf hatte er gegen die Stürmer Kai Havertz und Raheem Sterling mehrere Torschüsse pariert. Die letzten drei Spiele einer Serie von zehn Partien ohne Niederlage verbrachte Meyer dann auch in der Liga wieder zwischen den Pfosten, nämlich zwischen dem 23. und dem 25. Spieltag. Er musste vier Gegentreffer hinnehmen und gewann beispielsweise mit dem Team mit 6:1 gegen Köln. In den letzten neun Saisonspielen kam Meyer nicht mehr zum Einsatz und wurde mit Borussia Dortmund Vizemeister hinter dem punktgleichen FC Bayern München.
Im Anschluss an die Saison wurde Meyers noch ein Jahr gültiger Vertrag um ein weiteres Jahr bis Juni 2025 verlängert. „Alex ist viel mehr als ein zweiter Torhüter. Immer dann, wenn er gebraucht wurde, hat er auf außerordentlich hohem Niveau seine Fähigkeiten gezeigt. Er ist ein absoluter Teamplayer, ein toller Fußballer und ein sehr verlässlicher Profi mit Lebenserfahrung, der einer Mannschaft Ruhe und Sicherheit verleiht“, nannte BVB-Sportdirektor Sebastian Kehl hier als Begründung. In der Spielzeit 2023/24 stand Meyer in acht Bundesligaspielen im Tor und tat dies auch beim 1:1 gegen die PSV Eindhoven im Achtelfinalhinspiel der Champions League. Während er mit dem BVB die Bundesligasaison auf Platz 5 abschloss, gelangte er mit ihm bis ins Endspiel der Champions League gegen Real Madrid. Das Spiel ging allerdings mit 0:2 verloren, im Tor stand Gregor Kobel. Im Sommer 2024 wurde sein noch bis 2025 gültiger Vertrag bis zum 30. Juni 2026 verlängert. Anschließend kam er nur zu vier Einsätzen und blieb mit dem BVB in der Spielzeit 2024/25 erneut titellos.

## Titel
- Brandenburgischer Landespokalsieger: 2017 (Energie Cottbus)

## Privates
Seit Sommer 2024 ist er mit der Influencerin Jennifer Saro liiert.